# Крутьки
Крутьки́ (укр. Крутьки) — село в Чернобаевском районе Черкасской области Украины.
Население по переписи 2001 года составляло 1385 человек. Почтовый индекс — 19932. Телефонный код — 4739.
В селе родился генерал-майор Пётр Соломко.

## Местный совет
19932, Черкасская обл., Чернобаевский р-н, с. Крутьки, ул. Устименка, 140